# Cantón de Grenade-sur-l'Adour
El cantón de Grenade-sur-l'Adour era una división administrativa francesa, que estaba situada en el departamento de Landas y la región de Aquitania.

## Composición
El cantón estaba formado por once comunas:
- Artassenx
- Bascons
- Bordères-et-Lamensans
- Castandet
- Cazères-sur-l'Adour
- Grenade-sur-l'Adour
- Larrivière-Saint-Savin
- Le Vignau
- Lussagnet
- Maurrin
- Saint-Maurice-sur-Adour

## Supresión del cantón de Grenade-sur-l'Adour
En aplicación del Decreto n.º 2014-181 de 18 de febrero de 2014, el cantón de Grenade-sur-l'Adour fue suprimido el 22 de marzo de 2015 y sus 11 comunas pasaron a formar parte del nuevo cantón de Adur Armañac.